# Cerro Chato
Cerro Chato es una localidad uruguaya, cuya administración es compartida por los departamentos de Durazno, Florida y Treinta y Tres.

## Ubicación
La localidad se encuentra situada en la zona centro del país, sobre la Cuchilla Grande, en el límite de tres departamentos: Durazno, Florida y Treinta y Tres; próximo a las nacientes del arroyo Cordobés y del río Yí; y en el cruce de las rutas nacionales 7 y 19.

## Historia
La localidad surgió en torno a la ganadería extensiva, que ha sido desde siempre su principal actividad económica, siendo durante el siglo XIX punto de pasaje de postillones, diligencias
y de tropas de ganado con destino a los saladeros. Los primeros en afincarse en la zona fueron comerciantes atraídos por la instalación de una posta para el descanso de las diligencias. En 1908 el ferrocarril llegó a la localidad, lo que la convirtió en un punto desde donde se cargaba el ganado para ser transportado en sus vagones, y por tanto punto de afluencia de tropas de toda la zona.
Fue el primer lugar de Sudamérica donde votaron las mujeres, cuando todavía no tenían este derecho democrático: el 3 de julio de 1927, se llamó a un plebiscito a los pobladores para decidir a qué único departamento debía pertenecer Cerro Chato, y en él las mujeres tuvieron una participación importante. Sin embargo, los resultados del plebiscito nunca fueron aceptados y Cerro Chato continúa esta experiencia de estrecha convivencia entre las tres administraciones departamentales. En abril de 2007 el Parlamento uruguayo aprobó el proyecto de ley que declara el 3 de julio, como feriado no laborable en Cerro Chato, celebrando la primera vez que sufragaron las mujeres en Uruguay y en toda América Latina.
El 8 de enero de 1942, por ley 10.112, la localidad logró el carácter de pueblo, mientras que la categoría de villa la obtuvo el 24 de noviembre de 1964 por ley 13.299. Por ley 19.349 del 13 de octubre de 2015 fue elevada a la categoría de ciudad.

## Población
| 925           | 2 582 | 2 459 | 2 945 | 3 278 | 3227 | 3130 |
| (Fuente: INE) |       |       |       |       |      |      |

De acuerdo al censo del año 2023, la ciudad de Cerro Chato contaría con un total de 3.130 habitantes. El sector Durazno contaba con 1.321 habitantes, el sector Treinta y Tres contaba con 1.288 y el sector Florida contaba con 521 habitantes.
Según el censo de 2011, Cerro Chato contaba con una población de 3.227 habitantes, los cuales se distribuían de la siguiente forma: 1 694 habitantes (52% de la población) en el departamento de Treinta y Tres, 1 124 habitantes (35%) en el departamento de Durazno y 409 habitantes (13%) en el departamento de Florida.

En las cercanías se encuentra la localidad de Valentines.

## Economía
Es el centro neurálgico de una vastísima zona agropecuaria de estos tres departamentos. La región tiene campos de calidad, conllevando que la producción más importante sea la cría de ganado ovino y bovino. Cuenta con locales de ferias que mantienen una gran actividad a lo largo de todo el año.

### Potencial de minería
Para esta zona se planeó el proyecto Aratirí, que hubiese implicado grandes cambios en la zona. Se realizaron prospecciones para analizar la viabilidad. Entre los pobladores las opiniones están muy divididas, con un sector que apoyaba el emprendimiento y otro que lo rechazaba. Este último está integrado especialmente por productores rurales sobre quienes reinaba la incertidumbre respecto al impacto ambiental del proyecto. En agosto de 2011 la empresa Zamin Ferrous cambió sus prioridades, el proyecto Aratirí perdió protagonismo y las divisiones entre la población se han exacerbado.
 El Proyecto de la Minera Aratirí SA propuso extraer el hierro a razón de 18 millones de toneladas anuales. Con ese volumen de extracción, la empresa había previsto una vida útil al proyecto de doce años.

## Servicios y turismo
En el ámbito social cuenta con dos clubes, de larga data e intensa vida, y una importante tradición deportiva, materializada en un estadio de fútbol y un gimnasio recientemente reformado.
Una corriente de agua que se desplaza entre piedras de importante pendiente, dando origen a saltos de agua, es uno de sus principales atractivos turísticos. A 2 km de la localidad se acondicionó un paseo denominado Salto de Agua.

## Medios de comunicación
Cerro Chato cuenta con una radio que transmite las 24 horas del día: Radio Agraria.